# Liste der Baudenkmale in Oldenburg (Oldb) – Bremer Straße
In der Liste der Baudenkmale in Oldenburg (Oldb) – Bremer Straße stehen alle Baudenkmale der Bremer Straße in Oldenburg (Oldb).  Die Quelle der IDs und der Beschreibungen ist der Denkmalatlas Niedersachsen.
Der Stand der Liste ist das Jahr 2022(8).

## Allgemein
In den Spalten befinden sich folgende Informationen:
- Lage: die Adresse des Baudenkmales und die geographischen Koordinaten. Kartenansicht, um Koordinaten zu setzen. In der Kartenansicht sind Baudenkmale ohne Koordinaten mit einem roten Marker dargestellt und können in der Karte gesetzt werden. Baudenkmale ohne Bild sind mit einem blauen Marker gekennzeichnet, Baudenkmale mit Bild mit einem grünen Marker.
- Bezeichnung: Bezeichnung des Baudenkmales
- Beschreibung: die Beschreibung des Baudenkmales. Unter § 3 Abs. 2 NDSchG werden Einzeldenkmale und unter § 3 Abs. 3 NDSchG Gruppen baulicher Anlagen und deren Bestandteile ausgewiesen.
- ID: die Objekt-ID des Baudenkmales
- Bild: ein Bild des Baudenkmales, ggf. zusätzlich mit einem Link zu weiteren Fotos des Baudenkmals im Medienarchiv Wikimedia Commons. Wenn man auf das Kamerasymbol klickt, können Fotos zu Baudenkmalen aus dieser Liste hochgeladen werden:

Zurück zur Hauptliste
| Lage                                        | Bezeichnung          | Beschreibung | ID       | Bild |
| ------------------------------------------- | -------------------- | --- | -------- | ---- |
| Bremer Straße 5 53° 7′ 58″ N, 8° 13′ 15″ O  | Villa                | Zweigeschossiger Putzbau von fünf Achsen unter Walmdach. Unten Rechteckfenster und mittiger Eingang, im OG nur mittig drei Rundbogenfenster. Sparsame Putzgliederung: Durch breite Lisenen Mittelteil hervorgehoben, geschossteilendes Band, schmales Band unter der Traufe, darüber mittig Anthemion. Zwei Schleppgaupen. Umgebender Garten und eiserne Einfriedung. EG erbaut um 1830, Mitte 19. Jh. aufgestockt, Architekt Friedrich Ernst Otto Lasius (zugeschr.) als eigenes Wohnhaus, später rückwärtig erweitert. | 37419772 | BW   |
| Bremer Straße 15 53° 7′ 57″ N, 8° 13′ 18″ O | Villa                | Zweigeschossiger Putzbau von fünf Achsen unter Walmdach. Unten Rechteckfenster und mittiger Eingang, im OG nur mittig drei Rundbogenfenster. Sparsame Putzgliederung: Durch breite Lisenen Mittelteil hervorgehoben, geschossteilendes Band, schmales Band unter der Traufe, darüber mittig Anthemion. Zwei Schleppgaupen. Umgebender Garten und eiserne Einfriedung. EG erbaut um 1830, Mitte 19. Jh. aufgestockt, Architekt Friedrich Ernst Otto Lasius (zugeschr.) als eigenes Wohnhaus, später rückwärtig erweitert. | 37419792 | BW   |
| Bremer Straße 25 53° 7′ 54″ N, 8° 13′ 23″ O | Villa                | Heute an der Ecke zur Stedinger Straße gelegen. Eineinhalbgeschossiger quergelagerter Putzbau von fünf Achsen über Kellersockel unter Walmdach. Sockel mit Putzquaderung. Hochrechteckige Fenster, geschosstrennendes Gesims als Kämpfer der mittleren großen Bogenöffnung dienend. Dort zwei große unkannelierte dorische Säulen eingestellt, zurückgesetzt Eingang unter Akanthusfries und Bogenöffnung. Vorgelagerter Podest mit seitlicher Freitreppe. Rückwärtig jüngerer Anbau. Erbaut 1833, Architekt: Heinrich Strack d. Ä. (zugeschr.). | 37419813 | BW   |
| Bremer Straße 28 53° 7′ 53″ N, 8° 13′ 22″ O | Jochen-Klepper-Haus  | Im Kern zweigeschossiger Putzbau von fünf Achsen zur Cloppenburger Straße unter Walmdach. Von der ursprünglichen Gliederung das Traufgesims. An der Rückseite nach Osten mehrere Anbauphasen, zunächst vielteiliger eingeschossiger Komplex mit umlaufender Zinnenbekrönung, heute zweigeschossig mit Flachdach, keine Bestandteile des Denkmals. Zur Cloppenburger Straße Vorgarten. Erbaut 1824 von und für Architekt Heinrich Carl Slevogt. Um- und Erweiterungsbauten 1888, 1892 (Offizierskasino), 1908, 1939, 1962 und 1977. | 38763589 |      |
| Bremer Straße 35 53° 7′ 53″ N, 8° 13′ 27″ O | Löwen-Apotheke       | Zweigeschossiger giebelständiger Backsteinbau von vier Achsen. EG mit Ladeneinbau (Apotheke), bauzeitlich die Kantenpilaster, die Schaufenstergröße, der zentrale Rundbogeneingang mit Löwenreliefs in den Zwickeln und der reliefierte Schriftzug. Im OG rustizierte Kantenquader und Rechteckfenster mit reicher stuckierter Rahmung, u. a. Brüstungsreliefs und barockisierende Bekrönungen. Im Giebel vier Rundbogenfenster, darüber über Gesims niedriger Dreiecksgiebel. Erbaut um 1900. | 37457234 |      |
| Bremer Straße 37 53° 7′ 52″ N, 8° 13′ 27″ O | Wohn-/ Geschäftshaus | Zweigeschossiger giebelständiger Backsteinbau von vier Achsen. EG als Ladenzone (verändert). Verputzter halbrund schließender Giebel mit vier Rundbogenfenstern. Ehemals reichere Putzgliederung, erhalten im OG und im unteren Teil des Giebels rustizierte Eckquader sowie geschossteilende Gesimse. Erbaut um 1900. | 37457256 | BW   |
| Bremer Straße 39 53° 7′ 52″ N, 8° 13′ 28″ O | Wohn-/ Geschäftshaus | Eckhaus zur Ulmenstraße. Zweigeschossiger Putzbau mit drei Achsen zu jeder Straße sowie schräggestelltem Teil zur Ecke, unter Walmdach. Zur Ecke zweigeschossiger Erker im Obergeschoss und vor dem Dach, unter Walmdach. EG links und mittig mit Gaststätteneinbau, verändert. Zur Ulmenstraße in der linken Achse Eingang. Putzgliederung: geschossteilende Gesimse, Fensterrahmungen und im OG Ädikulen, am Erker Pilaster. Auf dem Erkerdach eiserner Aufbau. Moderne Schleppgaupe. Erbaut um 1900. | 37457278 | BW   |
| Bremer Straße 41 53° 7′ 51″ N, 8° 13′ 29″ O | Villa Stern          | An platzartiger Erweiterung der Bremer Straße gelegen als Abschluss und Point de Vue für den ersten Teil der Straße. Zweigeschossiger traufständiger Putzbau von vier Achsen unter Mansarddach. EG Backstein mit Ladeneinbau (z. T. verändert). OG mit Erker in der rechten Achse (zweigeschossig ins Dach ragend), in der zweiten Achse von links Balkon mit Eisenbrüstung in Jugendstilformen, über der linken Achse Giebel mit begleitenden achteckigen Aufbauten. Giebelgaupe. Links entlang der Grenze zum Nachbargrundstück eiserne Einfriedung, an der Straße Backsteinpfeiler und zum Haus eisernes Gittertor in Jugendstilformen. Erbaut im ersten Jahrzehnt des 20. Jhs. | 37470799 |      |